# Người Mỹ gốc Nhật
Người Mỹ gốc Nhật (tiếng Anh: Japanese Americans, 日系アメリカ人（日系米国人）, Nikkei Amerikajin, Hán-Việt: "Nhật hệ Mễ Quốc nhân") là người Mỹ có đầy đủ hoặc một phần người gốc Nhật, đặc biệt là những người đồng nhất với tổ tiên đó, cùng với đặc điểm văn hóa của họ. Người Mỹ gốc Nhật nằm trong số ba cộng đồng dân tộc người Mỹ gốc Á lớn nhất trong thế kỷ 20; nhưng, theo điều tra dân số năm 2000, họ đã từ chối về số lượng để tạo thành nhóm người Mỹ gốc Á lớn thứ sáu với khoảng 1,4 triệu người, bao gồm cả những người có tổ tiên một phần. Theo điều tra dân số năm 2010, các cộng đồng người Mỹ gốc Nhật lớn nhất đã được tìm thấy ở California với 272.528, Hawaii với 185.502, New York với 37.780, Washington với 35.008, Illinois với 17.542 và Ohio với 16.995. Nam California có dân số người Mỹ gốc Nhật lớn nhất ở Bắc Mỹ và thành phố Torrance giữ dân số người Mỹ gốc Nhật dày đặc nhất trong 48 tiểu bang tiếp giáp.

## Lịch sử
Đầu năm 1868, Nhật Bản đã ở thời Minh Trị Duy tân. Một số lượng lớn người Nhật đã chuyển đến Vương quốc Hawaii (được sáp nhập vào Hoa Kỳ vào năm 1897) và Hoa Kỳ. Ngày nay, Hawaii và Bờ Tây vẫn là cụm chính của người Mỹ gốc Nhật. Năm 1907, chính phủ Nhật Bản và Hoa Kỳ đã đạt được thỏa thuận chấm dứt lao động phổ thông Nhật Bản, nhưng cho phép các doanh nhân, sinh viên và vợ / chồng nhập cư Nhật Bản được ngoại lệ. Theo luật nhập cư năm 1924, tất cả người nhập cư Nhật Bản đều bị cấm.

## Định cư
Bờ Tây của Hoa Kỳ, như California và Washington, là nơi định cư chính của người Mỹ gốc Nhật. Người Mỹ gốc Nhật là một trong những nhóm dân tộc chính ở Hawaii. Ngoài ra, còn có các cộng đồng người Mỹ gốc Nhật ở New York, Illinois, Arizona và Nevada.

## Nhân vật nổi tiếng

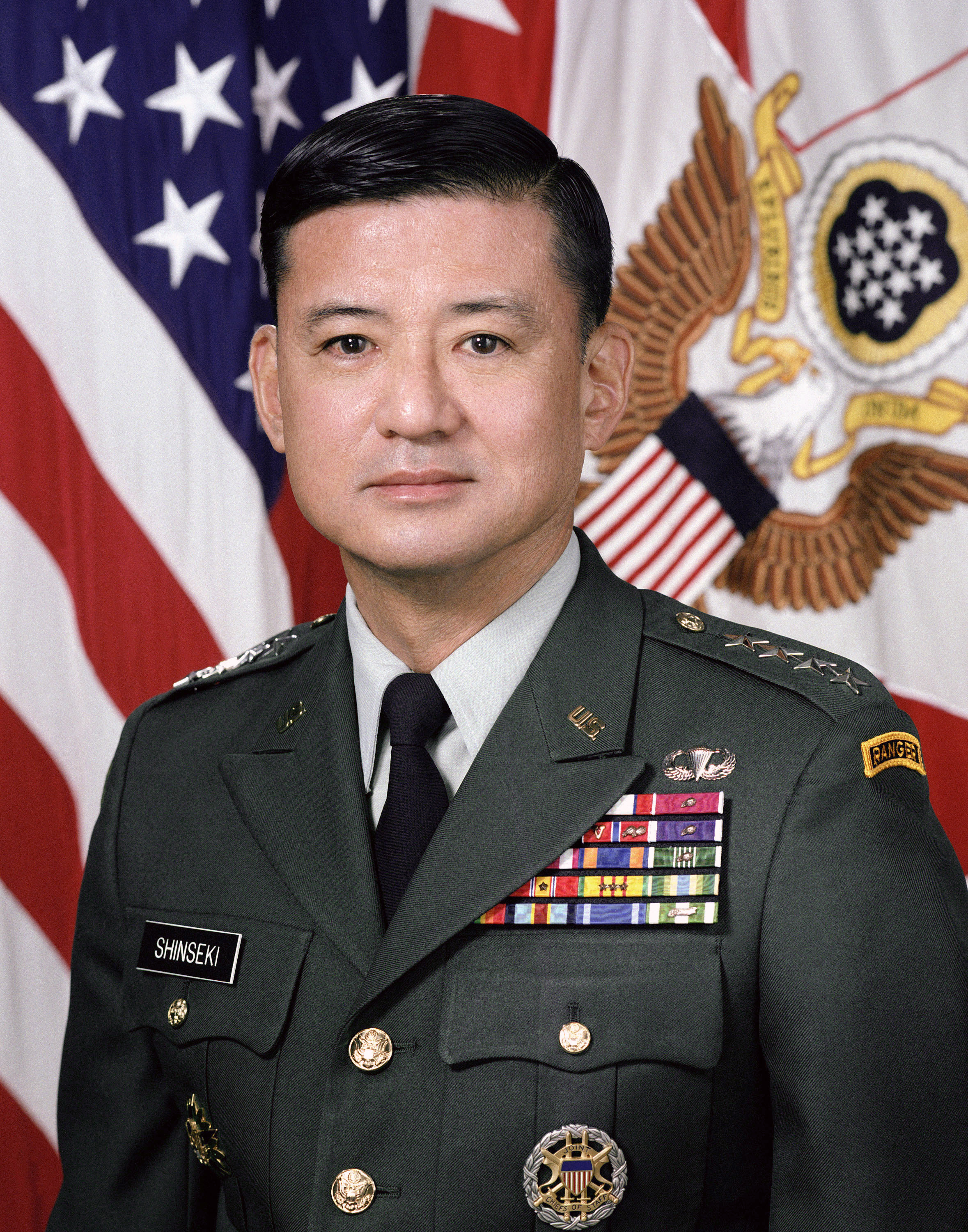
Eric Shinseki, cựu Bộ trưởng Cựu chiến binh Hoa Kỳ.
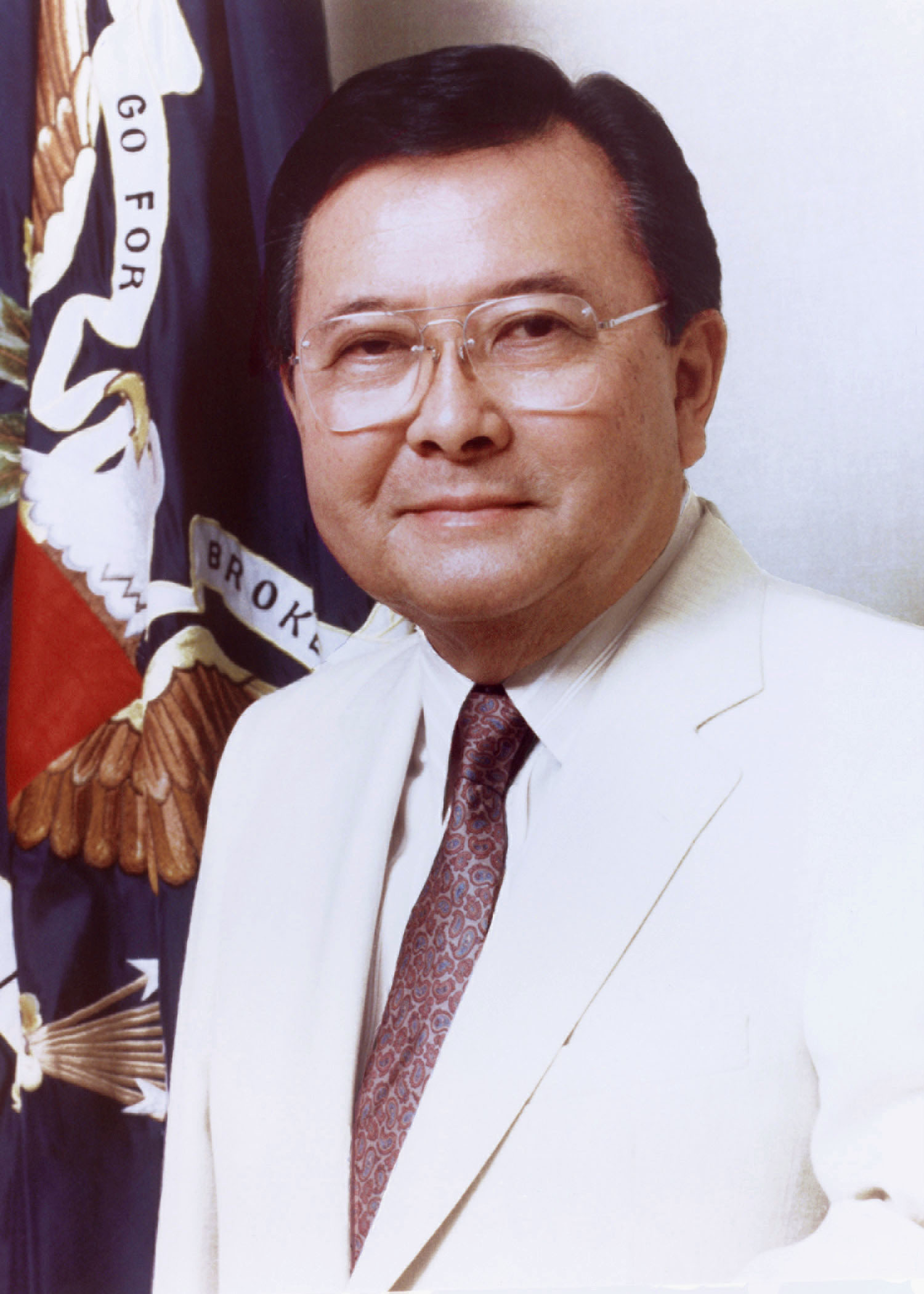
Daniel Inouye, cựu Thượng nghị sĩ Hoa Kỳ.
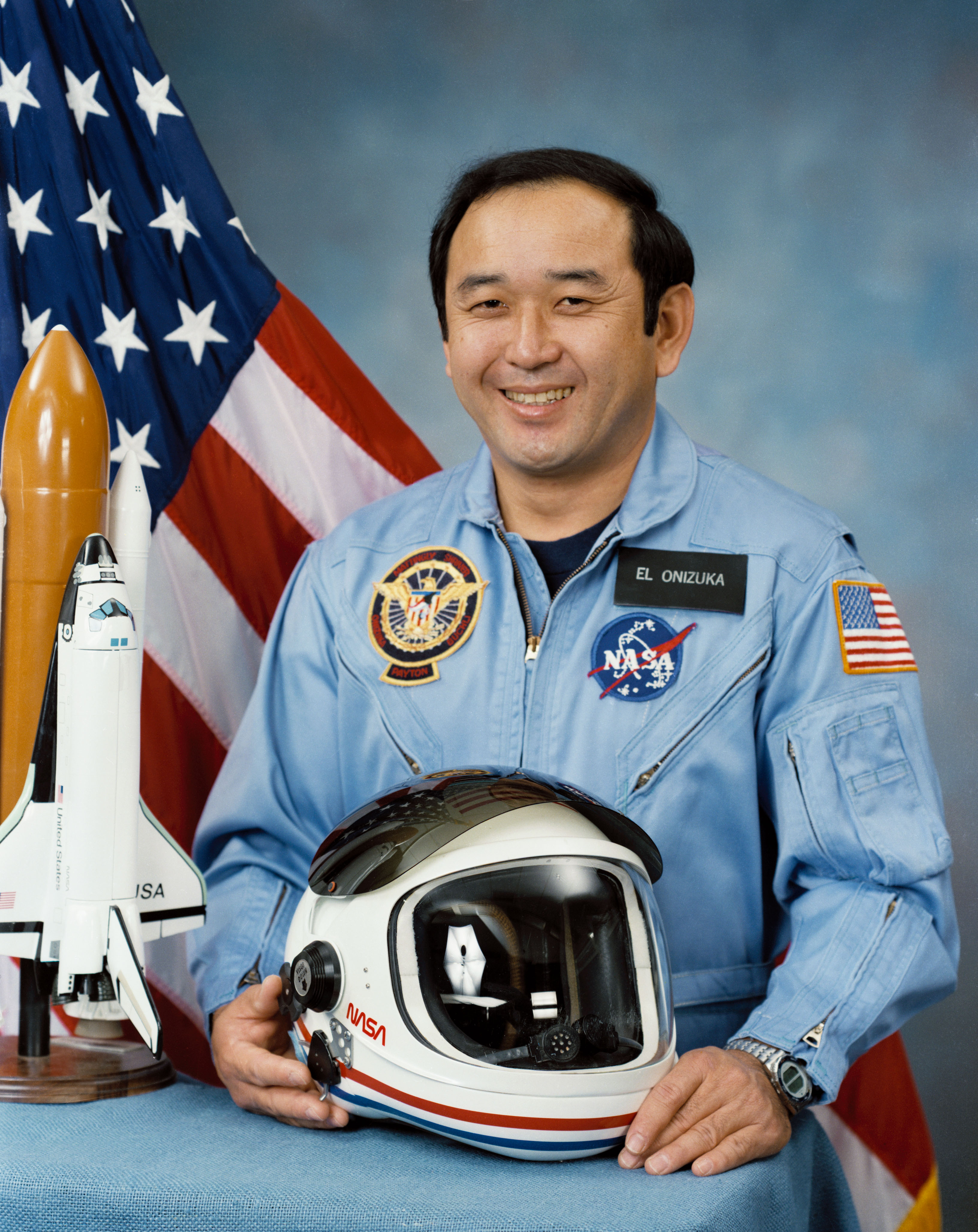
Ellison Onizuka, nhà du hành vũ trụ
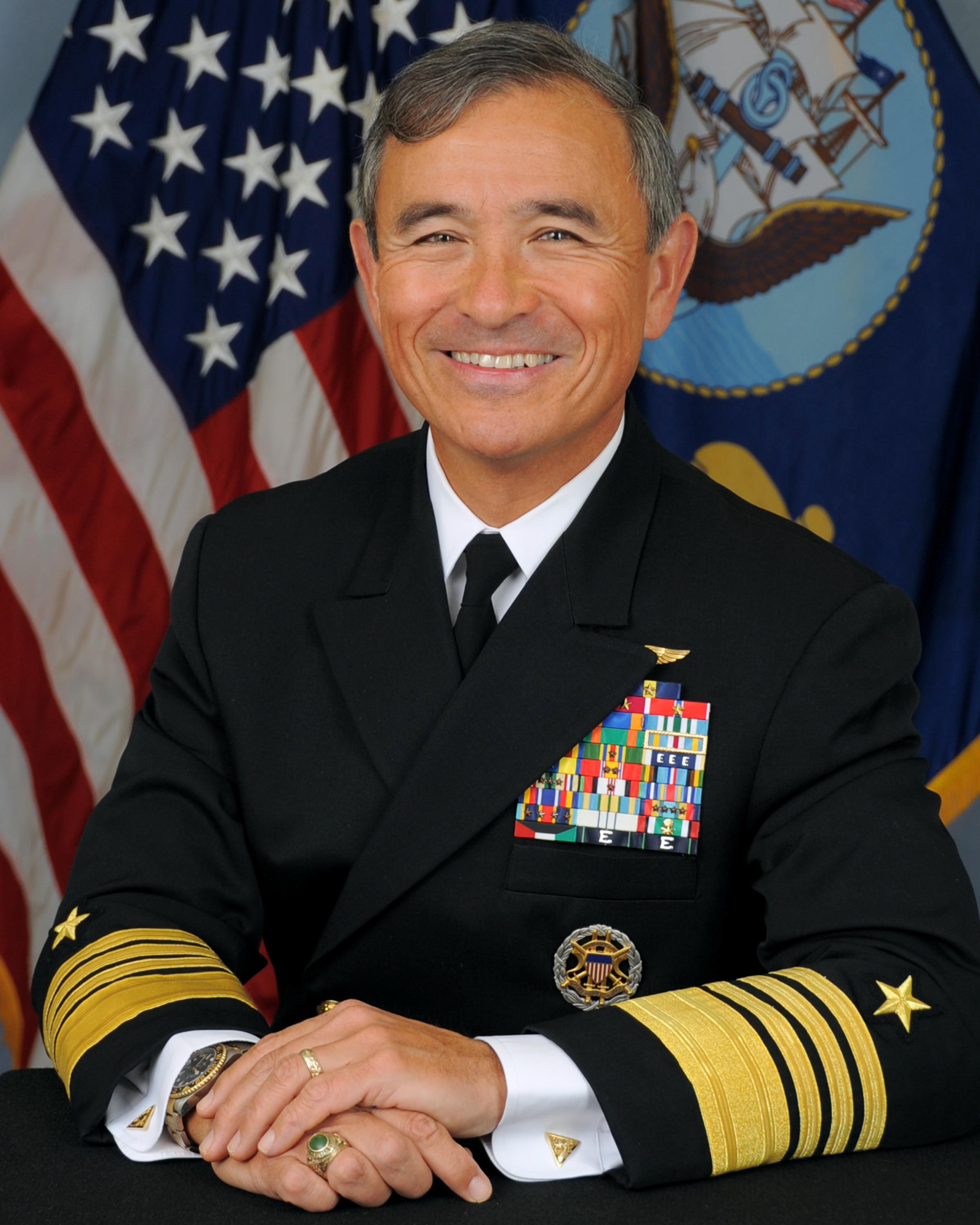
Harry B. Harris Jr., sĩ quan.
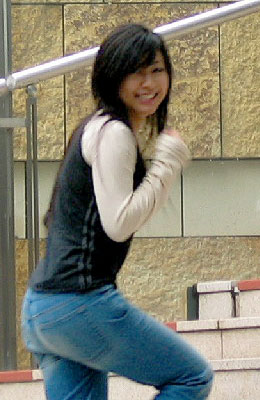
Utada Hikaru, nữ ca sĩ, nhạc sĩ.